# Rakaia digitata
Espèce
Synonymes
- Rakaia sorenseni digitata Forster, 1952

Rakaia digitata est une espèce d'opilions cyphophthalmes de la famille des Pettalidae.

## Distribution
Cette espèce est endémique de la région d'Otago en Nouvelle-Zélande. Elle se rencontre vers Chaslands.

## Description
Le mâle holotype mesure 1,85 mm et la femelle paratype 2,05 mm.

## Systématique et taxinomie
Cette espèce a été décrite sous le protonyme Rakaia sorenseni digitata par Forster en 1952. Elle est élevée au rang d'espèce par Giribet en 2020.

## Publication originale
- Forster, 1952 : « Supplement to the Sub-order Cyphophthalmi. » Dominion Museum Records in Entomology, vol. 1, no 9, p. 179–211.